# Исламский культурный центр имени короля Фахда
Исламский культурный центр имени короля Фахда был открыт в понедельник 25 сентября 2000 года в районе Палермо, он является наиболее крупным исламским религиозным сооружением в Латинской Америке, после мечети в Каракасе (Венесуэла). Назван в честь короля Саудовской Аравии Фахд ибн Абдель Азиз Аль Сауда.
Он расположен на проспекте Avenida Intendente Bullrich, номер 55, район Палермо, Буэнос-Айрес, Аргентина. Он был спроектирован архитектором Зухаиром Фаизом из Саудовской Аравии, занимающий площадь 3,5 га и вмещает примерно 1200 мужчин и 400 женщин. Также в нём расположены конференционные и выставочные залы, библиотека.